# Drassodes voigti
Drassodes voigti är en spindelart som först beskrevs av Friedrich Wilhelm Bösenberg 1899.  Drassodes voigti ingår i släktet Drassodes och familjen plattbuksspindlar. Inga underarter finns listade i Catalogue of Life.